# カサブランカ級航空母艦
カサブランカ級航空母艦（カサブランカきゅうこうくうぼかん、英語: Casablanca-class escort carrier）は、アメリカ海軍の護衛空母 (CVE) の艦級。当初、補助空母 (ACV) として建造され、イギリス海軍にレンドリース（貸与）される予定であったが、アメリカ海軍で運用された。

## 概要

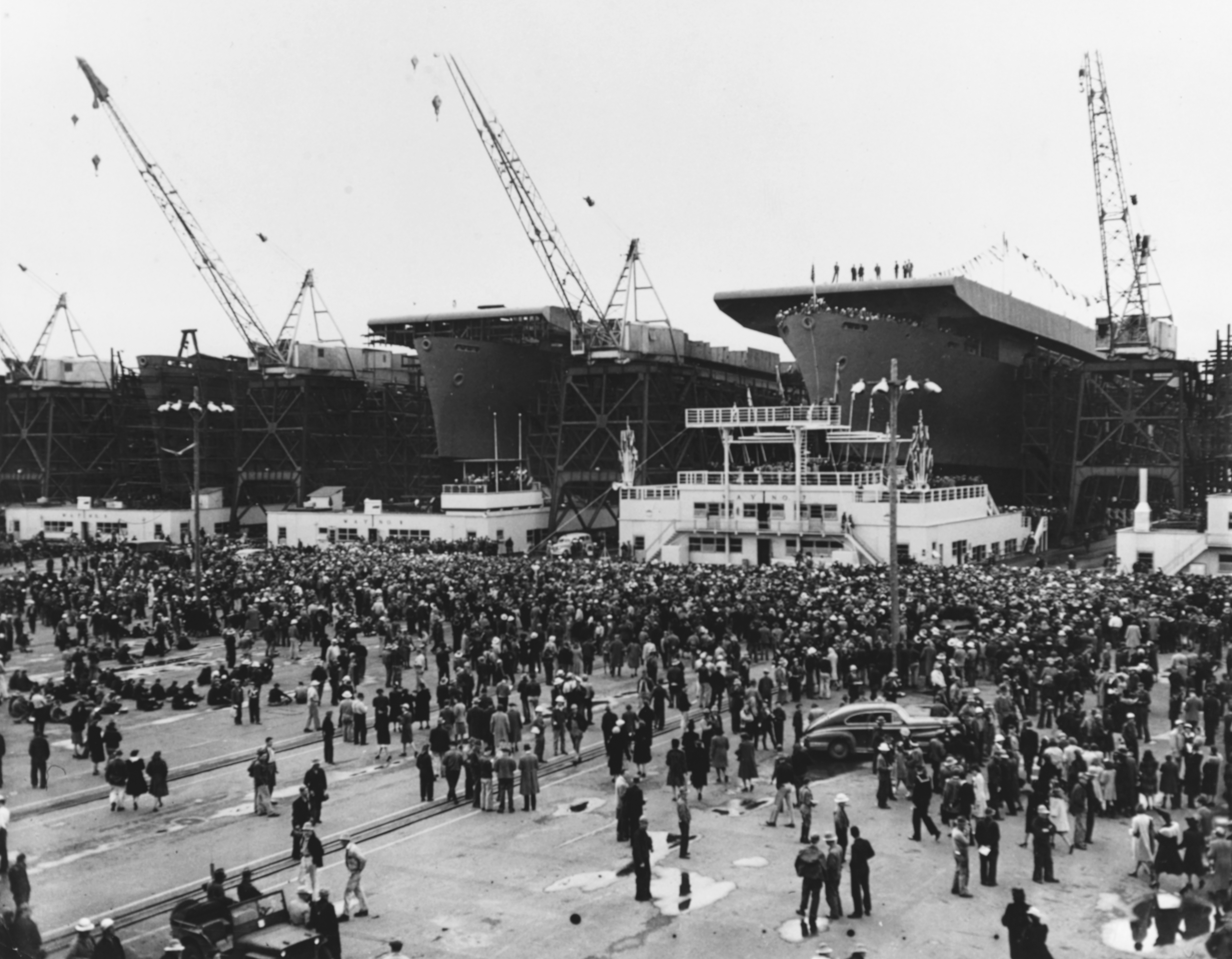
カイザー造船所で次々に建造されるカサブランカ級。(1943年4月5日、右端は竣工間近の「カサブランカ」。)

元来は、1942年にカイザー造船所の社長ヘンリー・J・カイザーが提案した30隻建造のプランによる。当初、アメリカ海軍はさほど相手にはしていなかったが、大統領フランクリン・ルーズベルトの肝いりもあって、6月に入ってカイザー造船所に50隻の建造が発注された。カイザー造船所のドックおよび船台はもともとリバティ船建造用に建設されたものだったが、やがて戦車揚陸艦の建造も手がけ、最後にカサブランカ級の一括建造に取り掛かった。1943年7月8日に1番艦の「カサブランカ」が竣工してから、最終艦の「ムンダ」がちょうど一年後の1944年7月8日に竣工するまでの間、ほぼ一週間に1隻のペースで新造艦が送り出されたので「週刊空母」の異名を持つ。カイザーは「ベビー空母」と呼んでいた。
前級のサンガモン級での経験により、艦載機を運用するに足りる最小限の規模で設計された。その構造も建造が比較的容易な商船型を採用し、既存商船の改装ではなく一からの新設計だったため無駄を極力排した艦となった。飛行甲板はボーグ級よりも余裕があったが、サンガモン級と同じく飛行甲板の位置はボーグ級と比べて低かった。機関も安価で入手の容易なレシプロ機関を用いている。一方で抗甚性向上のため、護衛空母として初めて機関のシフト配置を採用する等、必ずしも「安かろう、悪かろう」の艦ではない。出力自体はボーグ級の蒸気タービン（1軸）と大差なかったが、排水量が少ない分最高速力は速かった。にもかかわらず、カサブランカ級搭載のレシプロ機関は効率が悪く整備に手間がかかるという機関担当の乗員泣かせの代物で、評判はさっぱりだった。
防御は貧弱で、特に喫水線下の弾薬庫の位置に装甲等がなかったことは1943年11月24日の2番艦「リスカム・ベイ」の喪失につながった。「リスカム・ベイ」は、潜水艦「伊175」の魚雷がちょうど航空機用爆弾庫の位置に命中し、船体の後ろ半分が爆散して沈没した。乗員が同じ箇所に集中していたため人的被害も甚大だった。この件をきっかけにカサブランカ級の防御対策が見直された。内容としては、弾薬庫の周囲に燃料タンクを設置し、重油を満たしてショックを和らげるといったものである。
艦名は湾等の地名に由来するが、戦場となった地名を建造中の艦に付けることがしばしば行われた。また、就役当初、「セント・ロー」はミッドウェイ、「アンツィオ」はコーラル・シーの艦名だったが、建造中の大型空母の一番艦と三番艦（当初は二番艦）の艦名に用いるため、改名された。
カサブランカ級の存在により、アメリカ海軍艦隊や船団の赴くところほぼ全てで艦載機が存在するということになった。戦後、1947年にスクラップとして売却処分された艦もあるが、ほとんどの艦が予備役に入ってモスボール（不活性化）処理がなされた。予備役の艦は1955年に雑役空母 (CVU) やヘリコプター護衛空母 (CVHE) として復帰した。1960年に再び売却処分された艦があったものの、航空機輸送艦 (AKV) に転用される艦もあり、それらの艦は1965年まで現役であった。

## 戦歴

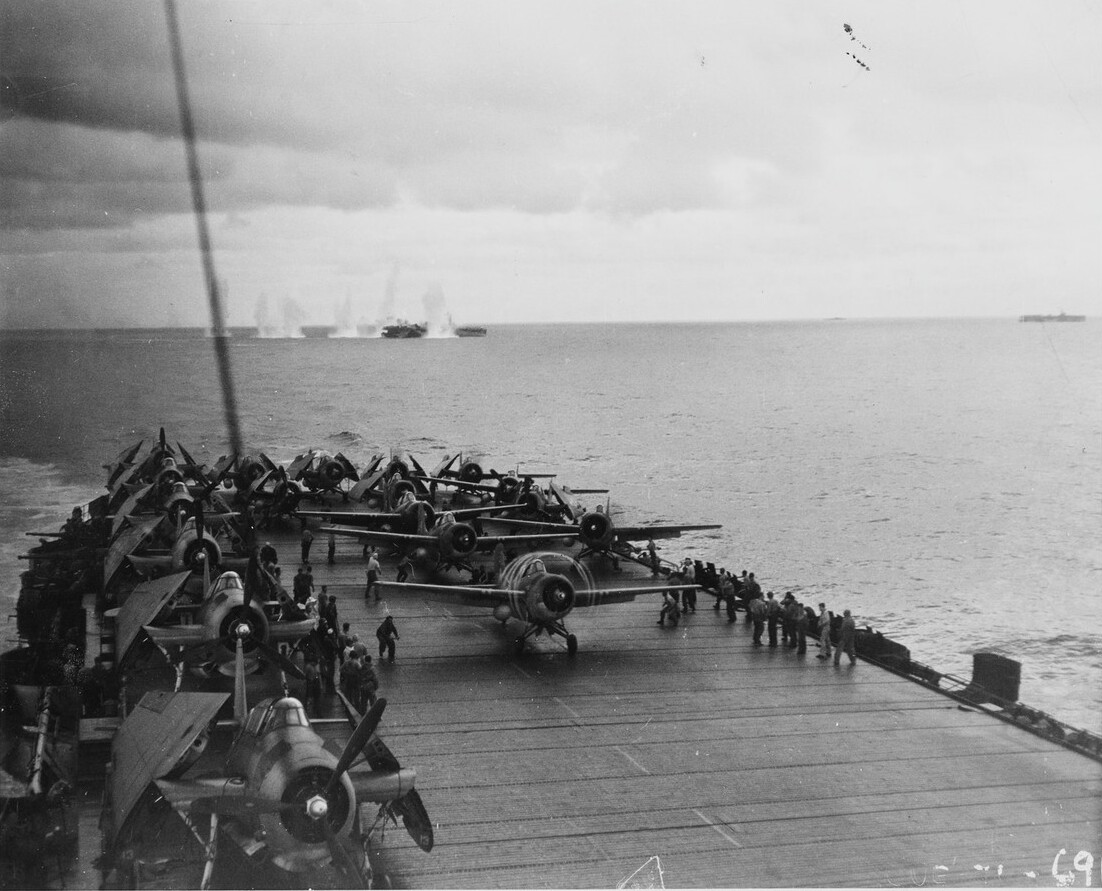
砲撃を受ける「ホワイト・プレインズ」と発艦を急ぐ「キトカン・ベイ」（サマール沖海戦）。

カサブランカ級の戦歴のうち、サマール沖海戦は特筆すべきものである。1944年10月25日、カサブランカ級6隻を基幹とする第77任務部隊第4群第3群（第77.4.3任務隊。通称「タフィ3」。クリフトン・スプレイグ少将）はサマール島沖でレイテ湾突入を目指す日本海軍の栗田艦隊（第一遊撃部隊第一部隊および第二部隊）と遭遇。2時間の戦闘の末、駆逐艦2隻と護衛駆逐艦1隻に加え「ガンビア・ベイ」を撃沈された。さらにその後、「セント・ロー」が神風特別攻撃隊の突入を受け沈没し、「ホワイト・プレーンズ」「キトカン・ベイ」「カリニン・ベイ」も損傷を受けた。この少し前には、同第1群（第77.4.1任務隊。通称「タフィ1」。トーマス・L・スプレイグ少将）の「ペトロフ・ベイ」およびサンガモン級の「サンティー」「スワニー」にも特攻機が突入しており、わずか数時間の内に5隻もの護衛空母が沈没、または損傷した。
日本側の視点では、サマール沖海戦は戦艦「大和」や特攻隊が初めて戦果を挙げた戦いとしてよく記憶される。しかし、アメリカ軍側から見ると少々様相が異なってくる。「タフィ3」との戦闘により、栗田艦隊は重巡3隻を喪失（1隻撃沈、2隻は航行不能の末に自沈処分）し、「大和」も魚雷をかわすため進路を大きく狂わされた。栗田艦隊は再集結にも手間取り、レイテ湾突入前に貴重な戦力と時間を消耗することになってしまい、「タフィ3」はハルゼー艦隊やオルデンドルフ艦隊の準備や到着までの貴重な時間を稼いだ。
この海戦が、その後の栗田艦隊「謎の反転」の一因となった。栗田艦隊が「タフィ3」を正規空母部隊と誤認していたという幸運もあったとはいえ、全滅さえ覚悟したという困難な戦況の中で「タフィ3」はよく善戦し、レイテ湾の裸同然の輸送船団と数万の将兵を救った。太平洋艦隊司令長官の任にあったチェスター・ニミッツ元帥は、後に「タフィ3」をはじめとする護衛空母群の健闘に最大級の賛辞を送った。カサブランカ級の一部は大西洋方面の戦いにも投入され、対潜掃討および船団護衛任務に従事し何隻かのUボートを撃沈する戦果を上げている。

## 同型艦
| Hull No. | 艦名                                             | 起工           | 進水           | 就役                          | 退役                          | 戦没           |
| -------- | ------------------------------------------------ | -------------- | -------------- | ----------------------------- | ----------------------------- | -------------- |
| CVE-55   | カサブランカ USS Casablanca                      | 1942年11月03日 | 1943年04月05日 | 1943年07月08日                | 1946年06月10日                |                |
| CVE-56   | リスカム・ベイ USS Liscome Bay                   | 1942年12月09日 | 1943年04月19日 | 1943年08月07日                |                               | 1943年11月24日 |
| CVE-57   | アンツィオ USS Anzio                             | 1942年12月12日 | 1943年05月01日 | 1943年08月27日                | 1946年08月05日                |                |
| CVE-58   | コレヒドール USS Corregidor                      | 1942年08月20日 | 1943年05月12日 | 1943年08月31日                | 1958年09月04日                |                |
| CVE-59   | ミッション・ベイ USS Mission Bay                 | 1943年12月28日 | 1943年05月26日 | 1943年09月13日                | 1958年09月01日                |                |
| CVE-60   | ガダルカナル USS Guadalcanal                     | 1943年01月05日 | 1943年06月15日 | 1943年09月25日                | 1946年07月15日                |                |
| CVE-61   | マニラ・ベイ USS Manila Bay                      | 1943年01月15日 | 1943年07月10日 | 1943年10月05日                | 1946年07月31日                |                |
| CVE-62   | ナトマ・ベイ USS Natoma Bay                      | 1943年01月17日 | 1943年07月20日 | 1943年10月14日                | 1946年05月20日                |                |
| CVE-63   | セント・ロー USS St. Lo                          | 1943年01月23日 | 1943年08月17日 | 1943年10月23日                |                               | 1944年10月25日 |
| CVE-64   | トリポリ USS Tripoli                             | 1943年02月01日 | 1943年07月13日 | 1943年10月31日                | 1958年11月25日                |                |
| CVE-65   | ウェーク・アイランド USS Wake Island             | 1943年02月06日 | 1943年09月15日 | 1943年11月07日                | 1946年04月05日                |                |
| CVE-66   | ホワイト・プレインズ USS White Plains            | 1943年02月11日 | 1943年09月27日 | 1943年11月15日                | 1946年07月10日                |                |
| CVE-67   | ソロモンズ USS Solomons                          | 1943年03月19日 | 1943年10月06日 | 1943年11月21日                | 1946年05月15日                |                |
| CVE-68   | カリニン・ベイ USS Kalinin Bay                   | 1943年04月26日 | 1943年10月15日 | 1943年11月27日                | 1946年05月15日                |                |
| CVE-69   | カサーン・ベイ USS Kasaan Bay                    | 1943年08月20日 | 1943年10月24日 | 1943年12月04日                | 1946年07月06日                |                |
| CVE-70   | ファンショー・ベイ USS Fanshaw Bay               | 1943年05月18日 | 1943年11月01日 | 1943年12月09日                | 1946年08月14日                |                |
| CVE-71   | キトカン・ベイ USS Kitkun Bay                    | 1943年05月03日 | 1943年11月08日 | 1943年12月15日                | 1946年04月19日                |                |
| CVE-72   | ツラギ USS Tulagi                                | 1943年06月07日 | 1943年11月15日 | 1943年12月21日                | 1946年04月30日                |                |
| CVE-73   | ガンビア・ベイ USS Gambier Bay                   | 1943年07月10日 | 1943年11月22日 | 1943年12月28日                |                               | 1944年10月25日 |
| CVE-74   | ネヘンタ・ベイ USS Nehenta Bay                   | 1943年07月20日 | 1943年11月28日 | 1944年01月03日                | 1946年05月15日                |                |
| CVE-75   | ホガット・ベイ USS Hoggatt Bay                   | 1943年08月17日 | 1943年12月04日 | 1944年01月11日                | 1946年07月20日                |                |
| CVE-76   | カダシャン・ベイ USS Kadashan Bay                | 1943年09月02日 | 1943年12月11日 | 1944年01月18日                | 1946年06月14日                |                |
| CVE-77   | マーカス・アイランド USS Marcus Island           | 1943年09月15日 | 1943年12月16日 | 1944年01月26日                | 1946年12月12日                |                |
| CVE-78   | サボ・アイランド USS Savo Island                 | 1943年09月27日 | 1943年12月22日 | 1944年02月03日                | 1946年12月12日                |                |
| CVE-79   | オマニー・ベイ USS Ommaney Bay                   | 1943年10月06日 | 1943年12月29日 | 1944年02月11日                |                               | 1945年01月04日 |
| CVE-80   | ペトロフ・ベイ USS Petrof Bay                    | 1943年10月15日 | 1944年01月05日 | 1944年02月18日                | 1955年07月31日                |                |
| CVE-81   | ルディヤード・ベイ USS Rudyerd Bay               | 1943年10月24日 | 1944年01月12日 | 1944年02月25日                | 1946年06月11日                |                |
| CVE-82   | サギノー・ベイ USS Saginaw Bay                   | 1943年11月01日 | 1944年01月19日 | 1944年03月02日                | 1946年06月06日                |                |
| CVE-83   | サージャント・ベイ USS Sargent Bay               | 1943年11月08日 | 1944年01月31日 | 1944年03月09日                | 1946年03月23日                |                |
| CVE-84   | シャムロック・ベイ USS Shamrock Bay              | 1943年03月15日 | 1944年02月04日 | 1944年03月15日                | 1946年07月06日                |                |
| CVE-85   | シップレイ・ベイ USS Shipley Bay                 | 1943年11月22日 | 1944年02月12日 | 1944年03月21日                | 1946年06月28日                |                |
| CVE-86   | シットコー・ベイ USS Sitkoh Bay                  | 1943年11月23日 | 1944年02月19日 | 1944年03月28日 1950年07月29日 | 1946年11月30日 1954年07月27日 |                |
| CVE-87   | スティーマー・ベイ USS Steamer Bay               | 1943年12月04日 | 1944年02月26日 | 1944年04月04日                | 1947年01月                    |                |
| CVE-88   | ケープ・エスペランス USS Cape Esperance          | 1943年12月11日 | 1944年03月03日 | 1944年04月09日                | 1959年01月15日                |                |
| CVE-89   | タカニス・ベイ USS Takanis Bay                   | 1943年12月16日 | 1944年03月10日 | 1944年04月15日                | 1946年05月01日                |                |
| CVE-90   | セティス・ベイ USS Thetis Bay                    | 1943年12月22日 | 1944年03月16日 | 1944年04月21日                | 1964年03月01日                |                |
| CVE-91   | マカッサル・ストレイト USS Makassar Strait       | 1943年12月29日 | 1944年03月22日 | 1944年04月27日                | 1946年08月09日                |                |
| CVE-92   | ウィンダム・ベイ USS Windham Bay                 | 1944年01月05日 | 1944年03月29日 | 1944年05月03日 1950年10月28日 | 1946年08月23日 1959年01月     |                |
| CVE-93   | マキン・アイランド USS Makin Island              | 1944年01月12日 | 1944年04月05日 | 1944年05月09日                | 1946年04月19日                |                |
| CVE-94   | ルンガ・ポイント USS Lunga Point                 | 1944年01月19日 | 1944年04月11日 | 1944年05月14日                | 1946年10月24日                |                |
| CVE-95   | ビスマーク・シー USS Bismarck Sea                | 1944年01月31日 | 1944年04月17日 | 1944年05月20日                |                               | 1945年02月21日 |
| CVE-96   | サラマウア USS Salamaua                          | 1944年02月04日 | 1944年04月22日 | 1944年05月26日                | 1946年05月09日                |                |
| CVE-97   | ホーランディア USS Hollandia                     | 1944年02月12日 | 1944年04月28日 | 1944年06月01日                | 1947年01月17日                |                |
| CVE-98   | クェゼリン USS Kwajalein                         | 1944年02月19日 | 1944年05月04日 | 1944年06月07日                | 1946年08月16日                |                |
| CVE-99   | アドミラルティ・アイランズ USS Admiralty Islands | 1944年02月26日 | 1944年05月10日 | 1944年06月13日                | 1946年04月24日                |                |
| CVE-100  | ブーゲンビル USS Bougainville                    | 1944年03月03日 | 1944年05月16日 | 1944年06月18日                | 1946年11月03日                |                |
| CVE-101  | マタニカウ USS Matanikau                         | 1944年03月10日 | 1944年05月22日 | 1944年06月24日                | 1946年10月11日                |                |
| CVE-102  | アッツ USS Attu                                  | 1944年03月16日 | 1944年05月27日 | 1944年06月30日                | 1946年06月08日                |                |
| CVE-103  | ロイ USS Roi                                     | 1944年03月22日 | 1944年06月02日 | 1944年07月06日                | 1946年05月09日                |                |
| CVE-104  | ムンダ USS Munda                                 | 1944年03月29日 | 1944年05月27日 | 1944年07月08日                | 1946年04月24日                |                |